# يان غريف
يان غريف (بالنرويجية البوكمول: Jan Greve)‏ هو طبيب وطبيب نفسي نرويجي، ولد في 20 مارس 1907 في أوسلو في النرويج، وتوفي في 14 أبريل 1996.